# チュルボメカ アスタゾウ

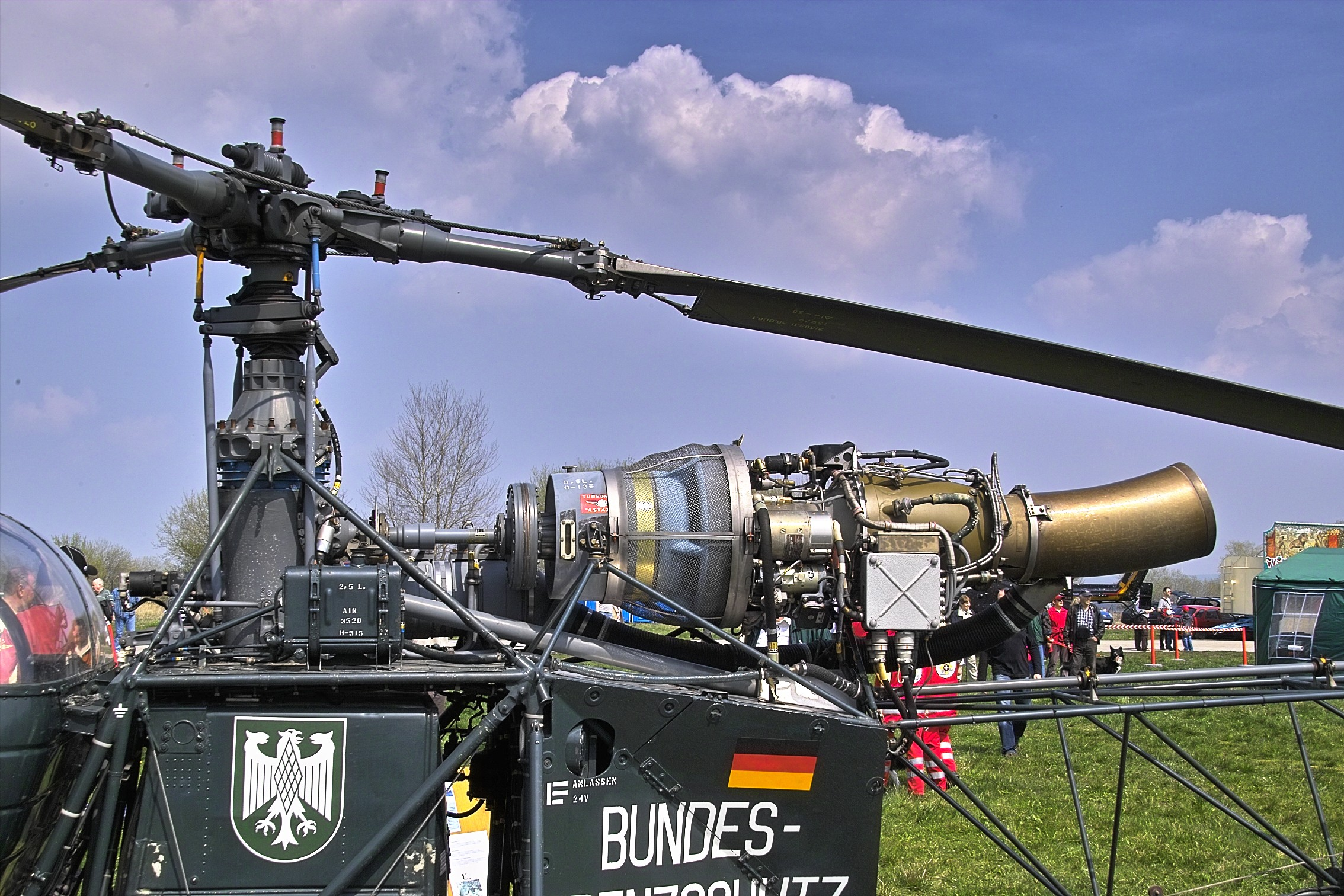
SA 318に搭載されたアスタゾウ

アスタゾウ（Astazou ）は、フランスのチュルボメカが開発・製造する、成功したターボプロップエンジンとターボシャフトエンジンのシリーズである。
1957年に最初に運転された。原型は、重量が110 kg（240lb）、回転数が40,000 rpm、出力が240 kW（320 shp）ある。150 回の試験の後1961年5月29日から運行に利用された。開発技術者はG. Sporerである。小型軽量で信頼性に優れていたので、西側各国で広く使用された。名称はピレネー山脈の頂に由来する。
単純型がアグスタによって生産されたチュルボメカ-アグスタ TAA.230である。
ヘリコプター用に原形となるアスタゾウを元にアスタゾウ IIA派生機種が開発された。1993年の時点で2,200基が生産された。2007年の時点においてまだ生産が継続していた。しかし、初期に搭載していた多くの航空機は既により強力なエンジンへ更新された。
アスタゾウの基本的な設計は、単軸式で2段式圧縮機で1段目が軸流式で2段目がラジアル式だった。燃焼器はアンニュラー式で高温ガスは3段式のタービンへ送られる。最大回転数は43,500rpmに達する。
出力タービンは吸気口の前に減速歯車を備え、減速されたプロペラの回転数は1,800, 2,080, 2,200, または2,400rpmまたはヘリコプター用では6,000rpmである。エンジンの制御はそれ自体が自動的で、パイロットは回転数を設定する事のみを必要とする。
アスタゾウXは、第2の軸流圧縮段を備える。これは、ポテ 840に搭載された。アスタゾウ XIVとXVIは同様にロールスロイス・チュルボメカ・インターナショナルによってそれぞれAZ14とAZ16の名称で販売される。

## 搭載機

### 固定翼機
- ドルニエ Do 27
- FMA IA 58 プカラ
- ハンドレページ ジェットストリーム
- 三菱 MU-2
- ピラタス PC-6
- ポテ 840
- SFERMA Marquis
- ショート SC.7 スカイバン
- SIPA Antilope

### ヘリコプター
- アエロスパシアル アルエットII
- アエロスパシアル ガゼル
- アグスタ A106
- アグスタ A115
- アエロスパシアル SA 360 ドーファン

## 仕様
```
     アスタゾウ       II       IIA  III C2/N2      X  XIV B/F    XIV H/M
max. Output KW       390       390        480    465      440        440
全長 mm　           1810   1427,50    1433,50   1912     1434  1470/1474
直径 mm 　　         460
全幅 mm 　　                   516        483             520    500/460
全高 mm        　              560        508          623,50    565/570
重量 kg  　          123       142      150,3    128      160        160
空気流量 kg/s 　     2,5
圧縮比　　　　　     6:1                         7,5
```